# Bojan Baskar
Bojan Baskar, slovenski sociolog in socialni antropolog * 20. februar 1955, Jesenice.
Predava na Oddelku za sociologijo Filozofske fakultete Univerze v Ljubljani.